# 다카사카역
다카사카역(일본어: 高坂駅, たかさかえき)은 일본 사이타마현 히가시마쓰야마시에 있는 도부 철도 도조 본선 역이다. 역 번호는 TJ 28이다. 부역명은 "다이토 문화대학 히가시마쓰야마 캠퍼스 앞"이다.

## 역사
- 1923년 10월 1일: 영업 개시.
- 1955년 10월: 다카사카 구외 측선(지치부 광업 다카 본선, 일본 시멘트 히가시마쓰야마 전용선) 다카사카 ~ 다카혼 구간 개업.
- 1984년 7월 31일: 다카사카 구외 측선 폐지.
- 1986년 4월: 역사 개축, 니시구치 개설.
- 1987년: 제1회 사이타마 건축 경관상에 선정됨.
- 1992년 3월 1일: 자동 개찰기 설치. 도조 선에서 처음으로 자동 개찰기가 설치된 3개 역 중 하나이다.
- 1997년 2월: 에스컬레이터 설치.
- 1999년: 간토의 역 백선에 선정됨.
- 2009년 10월 15일: 발차 멜로디 사용 개시.
- 2010년 3월 18일: 엘리베이터, 배리어 프리 화장실 설치.
- 2014년 3월 31일: 화장실, 매표기 코너의 리뉴얼 공사 완성.
- 2016년 1월 27일: 부기 역명 "다이토 문화 대학 히가시마쓰야마 캠퍼스 앞"을 도입함.

## 역 구조
섬식 승강장 1면 2선의 지상역에서 교상 역사를 갖는다. 개찰구 층에서 승강장, 니시구치와 히가시구치를 각각 연결하는 에스컬레이터, 엘리베이터 및 공조부와 승강장에 대합실이 설치되어 있다.
역사의 서쪽 출입구 쪽은 삼각 지붕의 시계탑이 건설되어 북유럽식으로 이미지가 된 디자인으로, 역 서쪽 거리도 벽돌 포장인 복고풍이다. 준공 시점에서는 이런 디자인이 중시된 역사는 드문 것이어서 신문이나 텔레비전 프로그램에서도 화제가 되고 사이타마 건축 경관상과 간토의 역 백선에 선정되었다.
화장실은 역사 개찰 내에 있어 배리어 프리화가 되어 있는 다용도 화장실을 병설하고 있으며, 개찰 외에는 서쪽 출입구 앞 광장 내에 히가시마쓰야마 시가 "산뜻하씨"라는 애칭 이름으로 설치하였다.
상하행 본선의 외측에 측선이 각 1개 있는 본선의 이케부쿠로 방향에는 하행선에서 상행선 사이에 건늠선이 설치되어 있다. 특히 상행 측선은 임시 열차의 반환점 대기에 사용되며, 가와고에 공장 출전 차의 시운전은 가와고에시 ~ 당역 구간에서 실시하는 것으로 승무원 승강용 갑판이 설치되어 있다.

### 승강장
| 번호 | 노선    | 방향 | 행선 |
| ---- | ------- | ---- | --- |
| 1    | 도조 선 | 하행 | 신린코엔・오가와마치・요리이 방면 |
| 2    | 도조 선 | 상행 | 가와고에・와코시・이케부쿠로 방면 유라쿠초 선 신키바・ 도쿄 지하철 후쿠토신 선 시부야・ 도큐 도요코 선 요코하마・ 미나토미라이 선 모토마치·주카가이 방면 |

- 플랫폼 상에서는 위와 같이 안내되고 있지만 1번 선에서 요리이 역까지 직통하는 열차는 설정되지 않았고, 도부 다케자와 역에서의 요리이 방면은 오가와마치 역에서 환승이 된다.

## 역 주변

### 니시구치
- 히가시마쓰야마 시립 다카사카 도서관
- 다카사카 뉴타운
- 다카사카 구릉 시민 활동 센터
- 히가시마쓰야마 하쿠산다이 우체국
- 히가시마쓰야마 경찰서 다카사카니시 파출소
- 사이타마 현도 212호 이와도노칸논미나토마모루 선
- 다이토 문화대학
- 도쿄 전기대학(히가시마쓰야마 시외)
- 야마무라 학원 단기 대학(히가시마쓰야마 시외)
- 사이타마현 어린이동물자연공원

### 히가시구치
- 히가시마쓰야마 경찰서 다카사카 역전 파출소
- 다카사카 우체국
- 히가시마쓰야마 시립 다카사카 초등학교
- 국도 제407호선 히가시마쓰야마 바이패스
- 다카사카관(사이타마 현 지정 중요한 유물)
- 다카사카 시민 활동 센터(미나미 지구 체육관)
- 피오니워크 히가시마쓰야마(대형 쇼핑몰. 아피타, 유니클로 대형점, 케이즈 덴키 등 120여개가 들어가)
- 라이프 가든 히가시 마쓰야마
- 다카사카 패션 몰(패션 센터 시마무라, 아베 노일)
- 카인즈 홈
- 니시마쓰야

## 사진

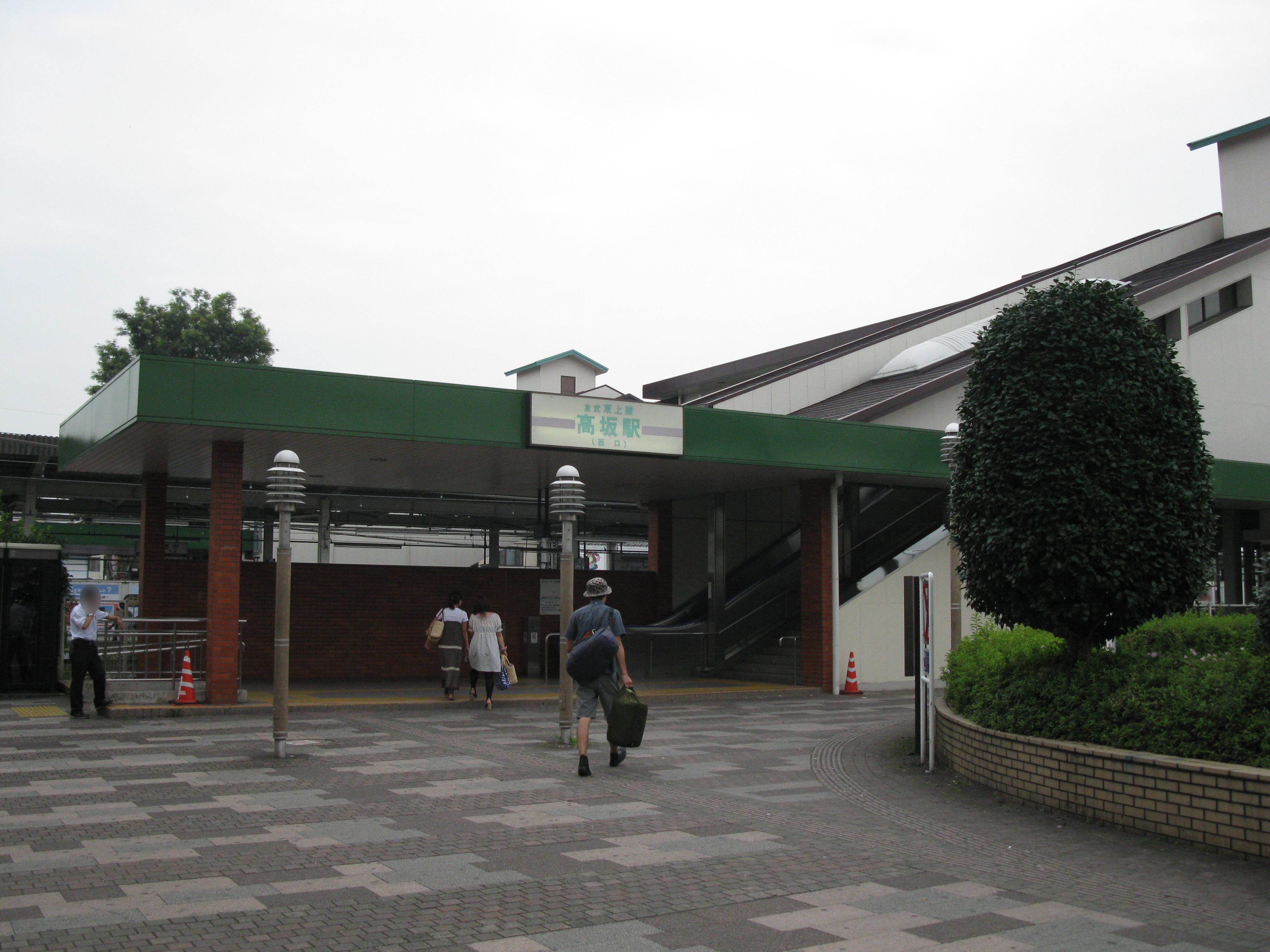
서쪽 출입구
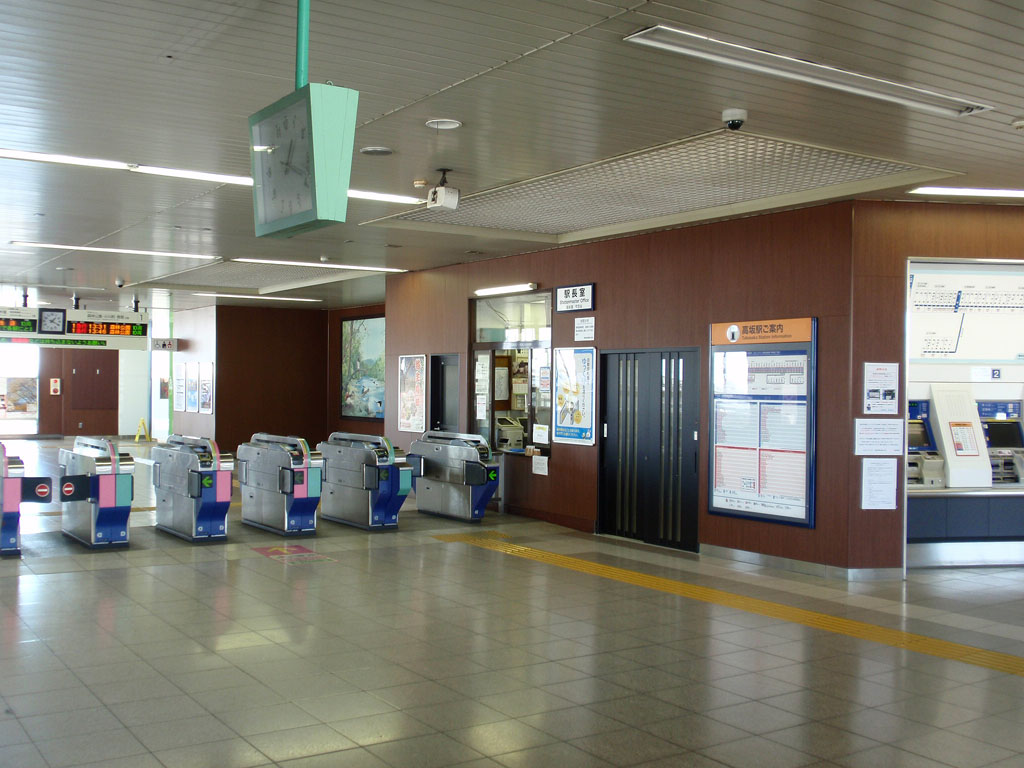
개찰구

## 인접역
| 도부 철도 도조 본선              | 도부 철도 도조 본선  | 도부 철도 도조 본선              |
| -------------------------------- | -------------------- | -------------------------------- |
| TJ 27 기타사카도 이케부쿠로 방면 | ■ 급행 ■ 준급 □ 보통 | 히가시마쓰야마 TJ 29 요리이 방면 |